# Pijpketel
De Pijpketel is een straatnaam en helling in de Vlaamse Ardennen nabij het gehucht Wijnhuize (Herzele, deelgemeente Sint-Lievens-Esse), op de grens met Zottegem (deelgemeente Erwetegem).

## Wielrennen
De helling is viermaal (1980-1983) opgenomen geweest in de Ronde van Vlaanderen. Sinds 1984 is de helling geasfalteerd, daarvoor was het een smalle kasseiweg.
In 1980-1982 lag de helling in de Ronde gesitueerd tussen de Steenberg en de Muur (vanaf 1981 Muur-Kapelmuur). In 1983 lag ze tussen de Berendries en de Muur-Kapelmuur.